# Mowag Piranha
Mowag Piranha er en familie af pansrede kampkøretøjer og pansrede mandskabsvogne designet og fremstillet af det schweiziske firma Mowag (nu General Dynamics European Land Combat Systems). Der er produceret tre generationer af køretøjerne, inklusive LAV eller Light Armoured Vehicle (let pansret køretøj) der bruges af mange landes militær. I Danmark bruges versionen Piranha IIIH.
Piranha er tilgængelig i versioner med 4-, 8- og 10-hjulstræk. Der er adskillige versioner, med forskellige grader af pansring og bevæbning til brug i forskellige roller. Der er versioner der fungerer som troppetransporter, kommandokøretøjer, ildstøttekøretøjer og til politibrug.
Piranha bliver brugt af den schweiziske hær. Spanskbyggede versioner er eksporteret til Chile, Sverige, Danmark, Irland og Spanien. Piranha-versioner er blevet fremstillet under licens af General Dynamics (Canada), BAE Systems Land Systems (Storbritannien), FAMAE (Chile) samt i USA.
Den belgiske hær har valgt Piranha IIIC 8×8 til fordel for deres primære kampvogn, Leoparden der er blevet udfaset.
Det amerikanske kontroversielle[kilde mangler] pansrede kampkøretøj Stryker er baseret på Piranha, ligesom LAV-25 køretøjerne der bruges af det amerikanske marinekorps. De australske styrker bruger også en modificeret Piranha, kaldet ASLAV (Australian Light Armoured Vehicle).
Visse versioner som marinekorpsets LAV-25 er udstyret med skruer og er amfibiske, selvom de er begrænset til roligt vand.

## Versioner

### 6 hjul
- AVGP
  - Cougar – pansret kampkøretøj med samme kanon som den britiske Scorpion-kampvogn (76 mm)
  - Grizzly – PMV med et 12,7 mm tungt maskingevær samt et 7,62 mm maskingevær.
  - Husky – pansret bjærgningskøretøj
  - Piranha – anti-tank køretøj med TOW-missiler

### 8 hjul
- Coyote Reconnaisance Vehicle
- Bison Armoured Vehicle
- LAV II
- LAV-25
- ASLAV
- LAV-m
- LAV-AT
- LAV-log
- LAV-C2
- LAV III
- Stryker
- Mobile Gun System (MGS)
- Piranha V